# Mái ấm của Chi
Chi's Sweet Home (チーズスイートホーム chīzu suīto hōmu) là một bộ manga của Konami Kanata, được đăng ở tạp chí manga Kodansha dành cho seinen Weekly Morning từ năm 2004. Anime bắt đầu phát sóng vào ngày 31 Tháng 3 năm 2008 và được sản xuất bởi hãng phim Madhouse

## Câu chuyện
Một chú mèo hoang con một lần đi dạo cùng mẹ và anh em trong gia đình, trong lúc lơ đãng đã bị lạc, rất may một cậu bé đã phát hiện và đem về chăm sóc. Mèo con cố gắng tìm lại gia đình mình nhưng sau khi được gia đình của Youhei chăm sóc thì không như vậy nữa.

## Nhân vật chính
Chi (チー Chii)
Lồng tiếng: Satomi Kōrogi
Chi là cô mèo khoang nhỏ với đôi mắt to tròn.Chi rất dễ bị phân tâm và không có nhiều kinh nghiệm về thế giới bên ngoài. Chi rất thích những vật nhỏ, nhưng lại sợ thú vật lớn hơn mình, đặc biệt là chó David. Nhà Yamada rất yêu thương Chi tuy đôi lúc không biết Chi đang nghĩ gì.Chi rất ghét nước nên chẳng thích tắm tí nào và cũng sợ đi bác sĩ thú y.Chi luôn tỏ vẻ hào hứng khi phát hiện được thứ gì mới.Đặc biệt,Chi còn rất mê đuổi chim,bắt cá vàng và hay gọi chúng là "con mồi".
Youhei (ヨウヘイ Youhei)
Lồng tiếng: Etsuko Kozakura
Cậu bé là người tìm thấy Chi đầu tiên khi Chi lạc mẹ.Youhei hiểu và yêu thương Chi.Cậu bé rất ngoan, hiền lành, nghe lời ba mẹ và rất thích xe đồ chơi.Youhei thường cứu cả nhà khỏi việc bị đuổi đi khi Chi sắp bị phát hiện.
Ba (おとうさん Otousan)
Lồng tiếng: Hidenobu Kiuchi
Bố là người làm việc trong nhà, là một người thiết kế quảng cáo.Bố rất yêu thương Youhei và Chi.Tuy vậy ba rất hay làm Chi giận. Ba hay mua quà cho Chi nhưng cô bé chẳng thích ngoài cái túi nilon.Ba coi Chi như là con của mình vậy.
Mẹ (おかあさん Okaasan?)
Lồng tiếng: Noriko Hidaka
Nội trợ. Ở nhà chăm sóc cho Youhei và Chi.Mẹ luôn cho rằng Youhei và Chi có rất nhiều điểm tương đồng với nhau.
Bác mèo đen (Kuroino くろいの)
Lồng tiếng: Yanada Kiyoyuki
Đầu tiên Chi tưởng là kẻ thù của cô nhưng sau đó Chi hiểu bác mèo đen là bạn.Bác mèo đen luôn giúp Chi tìm đường về nhà.Bác mèo đen thường dạy cho Chi những bài học rất ý nghĩa đối với cô bé.

## Các thể loại

### Manga
Gồm 12 tập truyện và được đăng tải lần đầu tiên vào ngày 22 tháng 11 năm 2004 trên tạp chí manga Kodansha dành cho seinen Weekly Morning.

### Anime
Gồm 2 phần được sản xuất dưới dạng 2D vào năm 2008 (Season 1) và năm 2009 (Season 2), mỗi phần 104 tập, mỗi tập 3 phút. Năm 2016, 1 phiên bản 3D được sản xuất gồm 48 tập, mỗi tập 12 phút 30 giây. Ngoài ra còn có 1 tập OVA dài 13 phút được xuất bản năm 2010.

## Nhân vật phụ
Alice: cô mèo giống lông dài Scotland, là vật nuôi nhà hàng xóm. Cô mèo có phong thái của 1 quý tộc và sau này trở thành bạn thân của Tama.
David: Chú chó nhà kế bên. Ban đầu Chi rất sợ chú chó này nhưng sau khi được chú chó giải cứu thì đã xem đây là 1 người bạn tuyệt vời.
Mii-chan: Con thỏ nhà hàng xóm. Khá là ít nói nhưng cũng rất láu cá, khác hẳn với người chủ ồn ào của mình.
Tama-chan:Chi thỉnh thoảng gặp cô mèo này. Tama luôn lo lắng về mọi thứ xung quanh Chi và thường xuất hiện cứu cô nhóc những lúc nguy hiểm. Tama có 1 cô em gái là Hana và luôn mong được gặp cô ấy.
Mike: Một cô mèo tam thể sống trong 1 trang viên lớn, rất quý Chi và từng nói cô nhóc có thể sống cùng mình khi biết Chi bị lạc.
Fuji-san: Ông mèo già sống trong khu phố được những con mèo khác tôn sùng, một cái ngáp của ông ấy cũng khiến đám mèo suy diễn ra đủ thứ, vì kính nể nên không con mèo nào dám lại gần ông ấy ngoại trừ Chi.
Đại ca Tora: Đại ca của 1 băng mèo hoang ở thành phố lạ nơi Chi bị lạc đến, vì thấy cô nhóc đáng thương nên đã cho ăn và giúp tìm đường về.
Hana-chan: Em gái của Tama sống ở thành phố lạ nơi Chi bị lạc đến, cô ấy cũng rất nhớ chị gái và đã chỉ cho cô nhóc cách tìm đường về nhà.
Ryuu: Bạn của Yohei, cậu nhóc khá sợ mèo nhưng nhờ Chi mà cậu ta đã vượt qua được nỗi sợ đó.
Cô nhân viên cửa hàng thú cưng: Chị gái của Ryuu và là 1 người cuồng mèo, đặc biệt rất khoái Chi và đã đặt cho mèo con 1 cái tên là Meenya vì tưởng cô nhóc là mèo hoang.